# 萨朗格阿帕拉耶姆
萨朗格阿帕拉耶姆（Salangapalayam），是印度泰米尔纳德邦Erode县的一个城镇。总人口14456（2001年）。

## 人口
该地2001年总人口14456人，其中男性7283人，女性7173人；0—6岁人口1278人，其中男676人，女602人；识字率54.05%，其中男性为65.12%，女性为42.81%。